# Kontroversen kring Jeremiah Duggans död

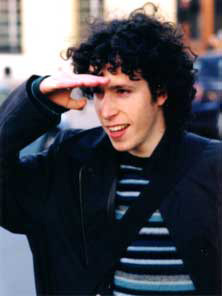
Jeremiah Duggan

Kontroversen kring Jeremiah Duggans död avser debatten, utredningarna och frågetecknen kring britten Jeremiah Duggans död, som inträffade i Wiesbaden den 27 mars 2003 medan han gick en kurs organiserad av LaRouche-rörelsen, grundad av den amerikanska politikern Lyndon LaRouche. Duggan var vid tillfället också student vid Universitetet i Paris.

## Duggans kontakter med rörelsen
Duggan tog sina första kontakter med LaRouche-rörelsen i Paris i början av 2003 då han köpte en av dess antikrigstidningar på gatan utanför metrostationen Invalides i Paris sjunde arrondissement. Mannen som sålde tidningen var Benoit Chalifoux, redaktör för LaRouche-rörelsens franskspråkiga tidning Nouvelle Solidarité och en av dess rekryterare. 

### Konferensen och "LaRouche-kursen"
Konferensen i Wiesbaden hölls då Irakkriget var inne på sin åttonde dag. Enligt The Washington Post var stämningen på mötet "apokalyptisk" och Lyndon LaRouche, som var konferensens huvudtalare, höll ett starkt tal där en huvudpoäng var att USA använde kriget som förevändning för att initiera ett globalt krigstillstånd. Efter konferensen bestämde sig Duggan för att stanna kvar i Wiesbaden och tillsammans med 50 andra ungdomar gå den LaRouche-kurs som skulle hållas på ett vandrarhem. Benoit Chalifoux, rekryteraren som följt honom till Tyskland, återvände till Paris.

## Telefonsamtalen och incidenten
Duggan hade planerat att möta sin franska flickvän Maya i Paris på tisdagskvällen den 25 mars, men ringde upp henne och sade att han inte hade tillräckligt med pengar för resan hem och inte kunde komma förrän på söndagen. Han sade att det var allvarliga saker som hände och att han skulle förklara när han kom hem.  
Jeremiah ringde även sin mor, den pensionerade läraren Erica Duggan, och lät då enligt modern vettskrämd. Han sa bland annat Mum, I'm in big trouble ("Mamma, jag är i stora bekymmer"), och I can't do this. I want out. It is not something I can do ("Jag kan inte göra det här. Jag vill ut [från rörelsen]. Det [här] är inte något jag kan göra"). Modern försökte säga till sonen att han inte behövde göra något med gruppen som han inte ville, därefter bröts linjen. Jeremiah ringde omedelbart upp igen och sa då: I'm frightened ("Jag är rädd"). Några minuter efter sonens andra samtal ringde modern upp den brittiska nödtjänsten (the British emergency services) som rådde henne att ta kontakt med den lokala polisstationen i Colindale i London Borough of Barnet. Hon sade till polisen att hon trodde att sonen var i fara och de flyttade över samtalet till Londons Metropolitan Police på Scotland Yard. Polisen förstod dock inte vad hon menade då hon sade att sonen blivit involverad i Nouvelle Solidarité. Hon ringde också hans flickvän Maya.
Cirka 45 minuter efter samtalet med modern avled Jeremiah Duggan, efter att ha sprungit ut på en högtrafikerad väg och där blivit överkörd.